# Spiritualitet
Spiritualitet är ett ofta använt uttryck för det andliga livets konkreta former.
Spiritualitet rör religionens innersta väsen, dess betydelse för det personliga livet, för människors erfarenhet och andliga utveckling, både individuellt och i olika gemenskapsformer. I kristendomen är spiritualiteten en beskrivbar del av teologin.
Den ledande svenske spiritualitetsforskaren Alf Härdelin har formulerat kristendomens spiritualitet som "det av teologiskt lärande, kyrklig praxis och historisk och social situation bestämda andliga liv, i vilket de kristna existentiellt gestaltar sin kristna tro. Till skillnad från äldre fromhetsforskning handlar det inte om att biografiskt eller psykologiskt undersöka den personliga egenskapen 'fromhet' hos bestämda individer, utan om att förstå det teologiska kyrkliga och historisk-sociala kraftspel som gemensamt utgör drivkrafterna och motiven, när det gäller att leva i och ur den kristna tron." Det är kan därför sägas vara fråga om "det existentiella livet i Anden, som levs i, av och ur den kyrkligt sakramentala gemenskapen." Spiritualitet omfattar ett didaktiskt moment, en undervisning om det kristna livet, som kommer till uttryck i en andlig teologi, "en teologi om och för det praktiska kristna livet."